# Claudia Udy
Claudia Udy (* 18. März 1960 in Albuquerque, New Mexico) ist eine US-amerikanische Filmschauspielerin. Aufgewachsen ist sie in Montreal, Kanada als Tochter des Städteplaners John Udy. Ihre Schwester Helene Udy, in Deutschland bekannt durch ihre Rolle als Myra Bing in der Serie Dr. Quinn – Ärztin aus Leidenschaft begann schon als Kind mit der Schauspielerei.
In Deutschland ist ihre bekannteste Rolle die des Fotomodells Joy in dem gleichnamigen französischen Erotikfilm des italienischen Regisseurs Sergio Bergonzelli aus dem Jahr 1983. Der Film Joy – 1 1/2 Stunden wilder Lust war die erste Verfilmung der erotischen Romanreihe die Jean-Pierre Imbrohoris unter dem Pseudonym Joy Laury veröffentlichte.

## Filmografie
- 1982: Deux super-dingues
- 1983: Blood Puzzle (Skullduggery)
- 1983: The Funny Farm
- 1983: American Nightmare
- 1983: Joy – 1 1/2 Stunden wilder Lust (Joy)
- 1985: Out of Control
- 1985: Die Hyänen (Savage Dawn)
- 1987: Der Herr von Dragonard Hill (Master of Dragonard Hill)
- 1987: Dragonard - Die Sklavenpeitsche (Dragonard)
- 1987: Nightforce - Schreckenskommando (Nightforce)
- 1987: The Pink Chiquitas
- 1988: Fire on Fire (Fairtrade)
- 1989: Mexican Jackpot (Thieves of Fortune)
- 1989: Split (Edge of Sanity)
- 1989: Nightslave
- 1990: Im Zeichen des Krebs (Any Man's Death)
- 1991: Sweet ’n Short
- 1992: Incident at Victoria Falls
- 1993: To the Death (mit der Namensversion Claudia Udy-Harris)[2]